# Кемо
Кемо (фр. Kémo, санго Sêse tî kömändâ-kötä tî Kemö) — одна з 14 префектур Центральноафриканської Республіки.
Межує на заході з префектурами Омбелла-Мпоко і Уам, на півночі з економічною префектурою Нана-Гребізі, на сході з префектурою Уака, на півдні з Демократичною Республікою Конго. 